# ميل مي-42
كانت ميل مي-42 مشروع مروحية نقل/قتال تتميز بمفهوم مروحية عديمة دوار الذيل، تناسب استبدال برنامج ميل مي-40. لم تجذب ميل مي-40 مشترين عديدين. بسبب هذا وأسباب أخرى، برنامج مي-42 (جزء من برنامج مي-40 رسمياً) قد أُطلق في 1985م. كل برنامج مي-40، بما فيه برنامج مي-42 قد تم إلغائه بعد انهيار الاتحاد السوفيتي.